# Sainte-Élisabeth-de-Hongrie
Sainte-Élisabeth-de-Hongrie är en romersk-katolsk kyrkobyggnad i Paris, helgad åt den heliga Elisabet av Ungern. Kyrkan är belägen vid Rue du Temple i Quartier des Arts-et-Métiers i 3:e arrondissementet. Kyrkan ritades i barockstil av arkitekterna Michel Villedo och Michel Noblet och konsekrerades den 14 juli 1646 av Jean-François Paul de Gondi, koadjutor av Paris ärkestift. Under restaurationen tillbyggdes kyrkan efter ritningar av Étienne-Hippolyte Godde och Victor Baltard.

## Omgivningar
- Passage Sainte-Élisabeth
- Square du Temple – Elie-Wiesel

## Bilder
| - Reliefen Pietà, utförd av Joseph-Michel-Ange Pollet, ovanför portalen. - Absiden vid Rue de Turbigo. - I absidens halvkupol finns fresken Den heliga Elisabets förhärligande, utförd av Jean Alaux. |

## Kommunikationer
- Tunnelbana – linje  – Temple
- Busshållplats Turbigo – République – Paris bussnät, linje 20 75 N12 N23

### Webbkällor
- ”Église Sainte-Elisabeth” (på franska). Ministère de la Culture. Arkiverad från originalet den 14 april 2021. https://archive.md/DanU6. Läst 14 april 2021.